# Scotopteryx obvallaria
Scotopteryx obvallaria är en fjärilsart som beskrevs av Paul Mabille 1866. Scotopteryx obvallaria ingår i släktet backmätare, och familjen mätare. Inga underarter finns listade.